# 영가
영가(永嘉)는 중국 서진(西晉) 회제(懷帝)의 연호이다. 307년에서 313년 4월까지 6년 4개월 동안 사용하였다.
같은 시기에 사용된 다른 연호로는 성한(成漢)에서 사용한 안평(晏平 : 306년 ~ 310년), 옥형(玉衡 : 311년 ~ 334년), 전조(前趙)에서 사용한 원희(元熙 : 304년 ~ 308년), 영봉(永鳳 : 308년 ~ 309년), 하서(河瑞 : 309년 ~ 310년), 광흥(光興 : 310년 ~ 311년), 가평(嘉平 : 311년 ~ 315년)이 있다.

## 참고사항
영가(永嘉) 원년 1월 1일(307년 2월 19일)에 연호를 영가(永嘉)로 개원함.

## 연대대조표
| 영가                | 원년           | 2년                 | 3년                 | 4년                 | 5년                 | 6년        | 7년        |
| 서력                | 307년          | 308년               | 309년               | 310년               | 311년               | 312년      | 313년      |
| 육십간지 (六十干支) | 정묘(丁卯)     | 무진(戊辰)          | 기사(己巳)          | 경오(庚午)          | 신미(辛未)          | 임신(壬申) | 계유(癸酉) |
| 성한 (成漢)         | 안평(晏平) 2년 | 3년                 | 4년                 | 5년                 | 옥형(玉衡) 원년     | 2년        | 3년        |
| 전조 (前趙)         | 원희(元熙) 4년 | 5년 영봉(永鳳) 원년 | 2년 하서(河瑞) 원년 | 2년 광흥(光興) 원년 | 2년 가평(嘉平) 원년 | 2년        | 3년        |

## 삭일(1일)
| 영가 원년 (307년) | 1월             | 2월             | 3월             | 4월             | 5월             | 6월             | 7월             | 8월             | 9월             | 10월            | 11월            | 12월            |                 |
| ----------------- | --------------- | --------------- | --------------- | --------------- | --------------- | --------------- | --------------- | --------------- | --------------- | --------------- | --------------- | --------------- | --------------- |
| 삭일(음력)        | 임자일 (壬子日) | 신사일 (辛巳日) | 신해일 (辛亥日) | 신사일 (辛巳日) | 경술일 (庚戌日) | 경진일 (庚辰日) | 기유일 (己酉日) | 기묘일 (己卯日) | 무신일 (戊申日) | 무인일 (戊寅日) | 정미일 (丁未日) | 정축일 (丁丑日) |                 |
| 율리우스력        | 307년 2월 19일  | 3월 20일        | 4월 19일        | 5월 19일        | 6월 17일        | 7월 17일        | 8월 15일        | 9월 14일        | 10월 13일       | 11월 12일       | 12월 11일       | 308년 1월 10일  |                 |
| 영가 2년 (308년)  | 1월             | 2월             | 3월             | 4월             | 5월             | 6월             | 7월             | 8월             | 9월             | 10월            | 11월            | 12월            |                 |
| 삭일(음력)        | 병오일 (丙午日) | 병자일 (丙子日) | 을사일 (乙巳日) | 을해일 (乙亥日) | 갑진일 (甲辰日) | 갑술일 (甲戌日) | 계묘일 (癸卯日) | 계유일 (癸酉日) | 계묘일 (癸卯日) | 임신일 (壬申日) | 임인일 (壬寅日) | 신미일 (辛未日) |                 |
| 율리우스력        | 308년 2월 8일   | 3월 9일         | 4월 7일         | 5월 7일         | 6월 5일         | 7월 5일         | 8월 3일         | 9월 2일         | 10월 2일        | 10월 31일       | 11월 30일       | 12월 29일       |                 |
| 영가 3년 (309년)  | 1월             | 2월             | 3월             | 4월             | 윤4월           | 5월             | 6월             | 7월             | 8월             | 9월             | 10월            | 11월            | 12월            |
| 삭일(음력)        | 신축일 (辛丑日) | 경오일 (庚午日) | 경자일 (庚子日) | 기사일 (己巳日) | 기해일 (己亥日) | 무진일 (戊辰日) | 무술일 (戊戌日) | 정묘일 (丁卯日) | 정유일 (丁酉日) | 병인일 (丙寅日) | 병신일 (丙申日) | 을축일 (乙丑日) | 을미일 (乙未日) |
| 율리우스력        | 309년 1월 28일  | 2월 26일        | 3월 28일        | 4월 26일        | 5월 26일        | 6월 24일        | 7월 24일        | 8월 22일        | 9월 21일        | 10월 20일       | 11월 19일       | 12월 18일       | 310년 1월 17일  |
| 영가 4년 (310년)  | 1월             | 2월             | 3월             | 4월             | 5월             | 6월             | 7월             | 8월             | 9월             | 10월            | 11월            | 12월            |                 |
| 삭일(음력)        | 을축일 (乙丑日) | 갑오일 (甲午日) | 갑자일 (甲子日) | 계사일 (癸巳日) | 계해일 (癸亥日) | 임진일 (壬辰日) | 임술일 (壬戌日) | 신묘일 (辛卯日) | 신유일 (辛酉日) | 경인일 (庚寅日) | 경신일 (庚申日) | 기축일 (己丑日) |                 |
| 율리우스력        | 310년 2월 16일  | 3월 17일        | 4월 16일        | 5월 15일        | 6월 14일        | 7월 13일        | 8월 12일        | 9월 10일        | 10월 10일       | 11월 8일        | 12월 8일        | 311년 1월 6일   |                 |
| 영가 5년 (311년)  | 1월             | 2월             | 3월             | 4월             | 5월             | 6월             | 7월             | 8월             | 9월             | 10월            | 11월            | 12월            |                 |
| 삭일(음력)        | 기미일 (己未日) | 무자일 (戊子日) | 무오일 (戊午日) | 무자일 (戊子日) | 정사일 (丁巳日) | 정해일 (丁亥日) | 병진일 (丙辰日) | 병술일 (丙戌日) | 을묘일 (乙卯日) | 을유일 (乙酉日) | 갑인일 (甲寅日) | 갑신일 (甲申日) |                 |
| 율리우스력        | 311년 2월 5일   | 3월 6일         | 4월 5일         | 5월 5일         | 6월 3일         | 7월 3일         | 8월 1일         | 8월 31일        | 9월 29일        | 10월 29일       | 11월 27일       | 12월 27일       |                 |
| 영가 6년 (312년)  | 1월             | 윤1월           | 2월             | 3월             | 4월             | 5월             | 6월             | 7월             | 8월             | 9월             | 10월            | 11월            | 12월            |
| 삭일(음력)        | 계축일 (癸丑日) | 계미일 (癸未日) | 임자일 (壬子日) | 임오일 (壬午日) | 신해일 (辛亥日) | 신사일 (辛巳日) | 경술일 (庚戌日) | 경진일 (庚辰日) | 경술일 (庚戌日) | 기묘일 (己卯日) | 기유일 (己酉日) | 무인일 (戊寅日) | 무신일 (戊申日) |
| 율리우스력        | 312년 1월 25일  | 2월 24일        | 3월 24일        | 4월 23일        | 5월 22일        | 6월 21일        | 7월 20일        | 8월 19일        | 9월 18일        | 10월 17일       | 11월 16일       | 12월 15일       | 313년 1월 14일  |
| 영가 7년 (313년)  | 1월             | 2월             | 3월             | 4월             | 5월             | 6월             | 7월             | 8월             | 9월             | 10월            | 11월            | 12월            |                 |
| 삭일(음력)        | 정축일 (丁丑日) | 정미일 (丁未日) | 병자일 (丙子日) | 병오일 (丙午日) | 을해일 (乙亥日) | 을사일 (乙巳日) | 갑술일 (甲戌日) | 갑진일 (甲辰日) | 계유일 (癸酉日) | 계묘일 (癸卯日) | 임신일 (壬申日) | 임인일 (壬寅日) |                 |
| 율리우스력        | 313년 2월 12일  | 3월 14일        | 4월 12일        | 5월 12일        | 6월 10일        | 7월 10일        | 8월 8일         | 9월 7일         | 10월 6일        | 11월 5일        | 12월 4일        | 314년 1월 3일   |                 |

## 같이 보기
- 중국의 연호